# Final Fantasy IX
Final Fantasy IX, (en japonès ファイナルファンタジーIX), és un videojoc del tipus RPG realitzat per l'empresa japonesa SquareSoft l'any 2000. Aquesta és el novena entrega de la saga i l'últim capítol realitzat per a la consola Playstation. En aquesta ocasió, Squaresoft va preparar un capítol ambientat en un món a mig camí entre el medieval i el fantàstic després d'optar per una ambientació futurista en els dos últims capítols de la saga. Yoshitaka Amano torna després de dos capítols d'absència al disseny de personatges i escenaris.

## Història
La trama del joc es desenvolupa en un món anomenat Gaia. Això no obstant, s'inicia primerament al Continent de la Boira, que es troba repartit entre diversos regnes, dels quals on comença l'aventura és a Alexandria. Allà es dirigeix Zidane Tribal (Yitán a la versió espanyola), integrant de la companyia teatral Tantalus i el protagonista principal del joc. Juntament amb els seus companys viatgen a Alexandria per representar una de l'obra "Vull ser el teu canari" al castell. Però en secret reben la missió de segrestar a la filla de la reina, la princesa Garnet von Alexandros. Tanmateix, la princesa pretenia fugir del castell i finalment es deixa segrestar; el motiu de la seva fugida era l'estrany comportament de la seva mare. Després de la seva fugida del castell, ambdós, juntament amb Vivi Ornitier i el comandant del Batalló Pluto, fidel a la princesa, Adalbert Steiner, emprendran un viatge per passar al país veí Lindblum.
Més endavant la història es torna més fosca, quan es descobreix que l'estrany comportament de la reina és degut als seus plans de conquerir tot el continent i, després, el món sencer; darrere dels seus plans s'hi trobara un individu anomenant Kuja, que es convertirà en la nèmesi dels protagonistes. Amb el pas del joc es va revelant una gran conspiració duta des de feia anys i que d'una manera o altra afecta els integrants del grup.
La moralitat del joc reflecteix la passió del viure per tot allò que estimes, sense tenir-li por a la mort, car si ets fort pots aconseguir el que desitges.

## Sistema de Joc
En la novena edició de la saga es torna a emprar el denominat sistema de professions o jobs, pel qual cada membre del grup s'associa a una professió determinada: lladre (Zidane), mag negre (Vivi), cavaller (Steiner), combinació de maga blanca i invocadora (Garnet i Eiko), maga blava (Quina), cavallera drac (Freya) i un personatge que combina diversos aspectes, entre lladre i monjo (Amarant). A diferència d'altres edicions, on les professions es podien canviar, a Final Fantasy IX les professions i habilitats són fixes.
Les batalles són per torns. A més a més, aquesta edició retorna al tradicional ús de quatre personatges per batalla, i no tres com succeí a les dues anteriors edicions. Cadascun dels personatges posseïx habilitats úniques que podrà anar aprenent quan s'aconsegueixin determinades armes, armadures i accessoris i els dugui equipats en combat. Hi ha també la possibilitat de jugar dues persones, escollint quins personatges controla cada comandament.

## Música
Final Fantasy IX té una banda sonora amb més de cent peces compostes pel compositor de Squaresoft Nobuo Uematsu, el qual recupera melodies dels capítols més clássics de la saga i en crea d'altres totalment noves. El tema principal del joc és "Melodies of Life".

## Personatges principals
- Zidane Tribal (Yitán en la versió castellana)
- Vivi Ornitier
- Garnet von Alexandros XIII o Daga
- Adalbert Steiner
- Eiko Carol
- Freija Crescent
- Amarant Coral (Salamander en la versió anglesa)
- Quina Quen

## Personatges Secundaris
Tàntalus:
- Bakú
- Blank
- Cinna
- Marcus
- Ruby

Alexandria:
- Reina Brahne
- Beatrix
- Ton
- Son
- Toto

Terra:
- Kuja
- Garland

Altres:
- Cid Faboule IX
- Flatley
- Mikoto
- Lani